# 제42회 모스크바 국제 영화제
제42회 모스크바 국제 영화제는 2020년 10월 1일에 열린 시상식이다.

## 수상 및 후보

### 대상
- 어 시즈 다이어리 - 안드레이 자이체프 수상

### 심사위원특별상(실버)
- 인 더 섀도우즈 - 에르뎀 테페고즈 수상

### 여우주연상
- 힐다 - 메건 퍼비스 수상

### 남우주연상
- 피치스 & 크림 - 구르 벤트위치 수상

### 감독상
- 힐다 - 리쉬 펠햄 수상

### 베스트 다큐멘터리상
- 녹턴 - 정관조 수상

### 베스트 단편영화상
- 아이 엠 어프레이드 투 포겟 유어 페이스 - 사메흐 알라 수상

### 스타니슬라프스키 공로상
- 스베트라나 크리우크코바 수상

### 아트 시네마 공로상
- 스베트라나 드루지니나 수상

### 새로운 시선 경쟁
- 플레이 포 에브리원 - 이반 피툭호브
- 더 스윙스 - 아나스타샤 오스타펜코
- 뮤즈 - 표트르 드랭가
- 더 테이프 온 위치 비티아, 히스 데스 앤드 어 커플 오브 송즈 - 안톤 시무킨
- THE CHILD - KSENIA ZUEVA

### 세계 영화
- 크레이지 월드 - 나브와나 I.G.G
- 더 타운 오브 헤드카운츠 - 신지 아라키
- 모성 - 모라 델페로
- 데브리스 오브 디자이어 - 인드라닐 로이초우드리
- 동굴 - 톰 월러
- 파라다이스 - 폴 마나테

### 경쟁부문
- 어 시즈 다이어리 - 안드레이 자이체프
- 디졸브 - 김기덕
- 더 피셔맨스 도터 - 이스마일 사파르알리
- 이그젝티브 오더 - 라자로 라모스
- 파 프론티어즈 - 맥심 대쉬킨
- 페이트 - 잔나 이사바예바
- 힐다 - 리쉬 펠햄
- 히프노시스 - 발레리 토도로브스키
- 인 더 섀도우즈 - 에르뎀 테페고즈
- 피치스 & 크림 - 구르 벤트위치
- 더 배런 브라이드 - 자답 마한타
- 더 캠페인 - 마리안 크리산
- 더 멜로디 오브 스트링 트리 - 이리나 옙테예바

### 단편경쟁
- 아슬란 - 누어 시아티
- 아이 엠 어프레이드 투 포겟 유어 페이스 - 사메흐 알라
- 샤워 - 에릭 M. 웨글너
- 줄라이 96 - 미쉘 제이콥
- 마시멜로즈 - 두반 두케
- 파더 오브 더 브라이드 - 리스 마크 존스
- 더 드레스 - 타데우스 리시아크
- 더 라스트 이미지 오브 파더 - 스테판 드조르예빅
- 투 마우스 - 이반 오가네소브
- 핸즈 - 카티야 스카쿤
- 스테파니 - 레오나르도 반 디지
- 술루즈 - 아나스타샤 보리소바
- 퓨리티 - 파블라 스트라툴랏
- 아임 도린 - 발레리우 안드리우타

### 다큐멘터리 경쟁
- 인플루언스 - 다이아나 닐 외 1명
- 시티 드림 - 첸 웨이준
- 로비 로버트슨과 더 밴드의 신화 - 다니엘 로허
- 셀레셜 크리미아 - 세르게이 데비즈헤프
- 위 홀드 더 라인 - 마크 비제
- 녹턴 - 정관조
- 핸드메이드 - 에브게니 그리고레브
- 호모 스페란스 - 안드레이 콘찰로프스키
- 더 샤먼 - 안드레이 오시포브

### 특별상영
- 베를린 알렉산더 광장 - 부란 쿠바니
- 올 어바웃 마이 시스터 - 안나 체르나코바
- 페르시안 레슨스 - 바딤 피얼먼
- 셜록: 더 러시안 크로니클스 - 누르벡 에겐
- 알파인 발라드 - 보리스 스테파노브
- 매드니스 - 칼조 키이스크
- 네레트바 전투 - 벨코 불라지크
- 인 어거스트 오브 1944 - 미하일 프타슈크
- 페이스풀네스 - 표트르 토도로프스키
- WEEKEND IN HELL - VYTAUTAS ZALAKEVICIUS 외 2명
- 스왈로우 - 제니스 슈트라익스
- 카날 - 안제이 바이다
- 도즈 후 윌 컴 백, 윌 러브 온 - 레오니드 오시카
- 아이 워즈 나인틴 - 콘라트 볼프
- 데이 포트 포 더 마더랜드 - 세르게이 본다르추크
- 병사의 아버지 - 레조 치크하이드체
- 송 어바웃 만슈크 - 마지트 베가린
- 콜드 데이즈 - 안드라스 코박스
- NO OBJECTS
- 백사 : 인연의 시작 - 황가강
- 파인딩 우라노스 - 이반 리
- 낯선 오후 - 이바나 보스냑 외 1명
- 알바의 기억 - 마리아 슈타인메츠 외 1명
- 지니어스 로시 - 에이드리안 메리죠
- 위를르방 - 프레데릭 도아잔
- 프렌즈 - 플로리안 그로릭
- 언 디아블 단스 라 포쉬 - 마틸다 루베 외 1명
- 더 플라운더 - 엘리자베스 홉스
- 코스모넛 - 카스파 앤시스
- 블랙 쉽 보이 - 제임스 몰레
- 쉽, 울프 앤 어 컵 오브 티... - 마리옹 라코트
- 와이 슬러그스 해브 노 레그스 - 에이라인 호칠
- 퍼플보이 - 알렉상드르 시쿠에이라
- 리가스 라일락 - 리제트 유피트
- 나우 2 - 케빈 에스큐
- 마스코트 - 김리하
- 슬픔의 물리학 - 테오도르 위셰브
- 올드 맨 - 더 무비 - 미크 마기 외 1명
- 사과 - 알렉산더 그레이처
- 스와이프 - 마르틴 윙클러
- READING // BINGING // BENNING - CHLOE GALIBERT-LAINE 외 1명
- CONTACTS - MAKSIM KADUSHEV 외 1명
- WATCHING THE PAIN OF OTHERS - CHLOE GALIBERT-LAINE
- 프로필 - 티무르 베크맘베토브
- 스코포필리아 - 나탈리아 람프로폴로우 외 1명
- C U 순 - 마헤시 나라얀
- 잉글리쉬 - 악시냐 고그

### 마스터
- 앙팡 테리블 - 오스카 뢰러
- 더 가디스 오브 포르투나 - 페르잔 오즈페텍
- 인 피시즈 - 루이 구에라
- 밸리 오브 더 갓 - 레흐 마예브스키
- 당신 다리 사이의 악마 - 아르투로 립스테인
- 윌로우(영어판) - 밀코 만체프스키
- 인터뷰 - 페데리코 펠리니
- 프로젝셔니스트: 아벨 페라라와 70년대 뉴욕 - 아벨 페라라
- 백 투 더 사르마티안 스텝 - 알렉산드르 프로슈킨
- 파리 캘리그램 - 울리케 오팅거
- 웻 시즌 - 안소니 첸
- 선 오브 몽골리아 - 일랴 트라우베르그
- 샬러턴 - 아그네츠카 홀란드

### 러시아의 발자취
- 1956, 센트럴 트라반코어 - 돈 팔라타라
- 그레이트랜드 - 다나 지야쉐바
- 원스 데어 워즈 어 워 - 안리 쿠레브
- 1914 전투 - 다리우스 가예브스키
- 사일런스드 트리 - 파이살 소이살
- THE PETRICHOR - JUNGA SONG
- 더 프라하 오지 - 이레나 파블라스코바
- 세이빙 노스 - J. 밋첼 존슨
- 왓 사일런트 게다 노우즈 - 예브게니 파쉬케비치

### 8 ½ 필름스
- 모스키토 스테이트 - 필립 잔 림스자
- 매너 하우스 - 크리스티 푸이유
- 모스키토 - 주앙 누노 핀토
- 뉴 오더 - 미셸 프랑코
- 눈물의 소금 - 필립 가렐
- 탈라소 - 귀욤 니클로스
- 새터데이 픽션 - 로예
- 문신을 한 신부님 - 얀 코마사
- 픽쳐 오브 이브 - 예브게니아 쉐브첸코
- 다크-다크 맨 - 아딜칸 에르자노프

### 유포리아 오브 딜루전스
- 비탈리나 바렐라 - 페드로 코스타
- 와일 앳 워 - 알레한드로 아메나바르
- 점보 - 조이 위톡
- 인 비트윈 다잉 - 힐랄 베이다로브
- 싸이코매직, 언 아트 댓 힐즈 - 알레한드로 조도로프스키
- 세바스찬 점핑 펜스 - 세일란-알레한드로 아타만 체카
- 지푸라기라도 잡고 싶은 짐승들 - 김용훈
- 히든 어웨이 - 지오르지오 디리티

### 자유생각.다큐멘터리 시네마 프로그램
- 민와일 온 어스 - 칼 올슨
- COVID
- 바벤코: 텔 미 웬 아이 다이 - 바바라 파스
- 아프리카의 부처 - 니콜 샤퍼
- 인 어 위스퍼 - 헤이디 하산 외 1명
- 콜렉티브 - 알레그잔데르 나나우
- 레드 펭귄스 - 가베 폴스키
- 이그젬플러리 비헤이버 - 아우드리어스 미케비시어스
- 그림자꽃 - 이승준
- 에피센트로: 진원지 - 휴베르트 소퍼

### 더 써드 에이지
- 욕창 - 심혜정
- 앤드 더 버즈 레인드 다운 - 루이즈 아샹보
- 츠바키노 니와 - 우에다 요시히코
- 아모르파티: 인생은 즐거워 - 파멜라 톨라
- 디스 이즈 낫 어 베리얼, 잇츠 어 레저렉션 - 르모항 제레미아 모세스

### 미싱 픽쳐스
- 어나더 라운드 - 토마스 빈터베르그
- 어퍼케이스 프린트 - 라두 주데
- 펠리칸 블러드 - 카트린 게베
- 라라 - 쟌 올 거스터
- 글로리아를 위하여 - 로베르 게디기앙
- 단순한 열정 - 다니엘 아르비드
- 스파이스 보이즈 - 블라디미르 징케비치

### 회고전
- 대모험 - 로베르 앙리코
- 더 와이즈 가이즈 - 로베르 앙리코
- 더 굿 라이프 - 로베르 앙리코
- ROBERT ENRICO. SHORT TIME ON EARTH - JEROME ENRICO
- 럼 러너스 - 로베르 앙리코
- 인시던트 앳 아울 크릭 - 로베르 앙리코
- 추상 - 로베르 앙리코
- 지타 - 로베르 앙리코

### 스펙트럼
- 더 램 - 마리오 피레따
- 스프링 우예 스프링 - 헨릭 쉬페르트
- 가가린 - 파니 리에타르
- 소시지의 왕 - 율리히 톰센
- 롱 타임 노 씨 - 피에르 필몬
- 더 인테로게이션 - 파나지오티스 포르토칼라키스
- 어 프렌들리 테일 - 다니엘 코헨
- 게임즈 피플 플레이 - 제니 토이보네미
- 이카루스. 더 레전드 오브 미에텍 코즈 - 마시에이 피에프르지카
- 인스팅트 - 핼리너 레인
- MOSCOW DOES NOT HAPPEN - DMITRY FEDOROV
- 마마 위드 - 장 폴 살롬
- 네비아 - 눈지아 드 스테파노
- 나이트 쉬프트 - 안느 퐁텐
- 파더 - 슬로단 고르보비치
- 마이 리틀 시스터 - 베로니크 레이몽 외 1명
- 테크노보스 - 주아옹 니콜라우
- 더 빅 히트 - 엠마누엘 쿠르콜
- 보일 르 주어 - 마리온 레인
- 레슨스 오브 러브 - 키아라 캄파라
- 더 챔피온 - 레오나르도 디아고스티니

### 더 월드 오브 아트
- 알리사: 익사이먼트 - 데니스 클레블브
- 아나 - 루시아 무라트
- 어 조지안 토스트 - 줄리아노 프라티니
- 더 반자 어스퀘이크 - 비니치오 마르키오니
- 코스모 라이프 - 알렉세이 로그빈첸코
- 페이딩 인투 더 디스턴스 - 올렉 갈릿스키
- 프리다 - 비바 라 비다 - 조반니 트로일로

### 더 타임 오브 우먼
- 디스코 - 조런 마이클버스트 시베르센
- 네버더레스 - 사라 모쉬맨
- 남매의 여름밤 - 윤단비
- 링 마마! - 리사 아쉔
- 센드 미 투 더 클라우즈 - 등 총총
- 도주하는 아이 - 노라 핑스체이트
- 열여섯 봄 - 수잔 랭동

### 영 앤드 뷰티풀
- 라라스 홈 - 옥사나 데그티아요바
- 마이 데이즈 오브 글로리 - 앙투안 드 바리
- 열렬한 사랑 - 파브리스 뒤 벨즈
- 버드 토크 - 자베리 줄랍스키
- 리드 안나 - 알렉세이 고로밧스키
- 필로포비아 - 가이 데이비스
- 노이즈 - 다니엘라 라이백얀
- 은미 - 정지영

### 브릭스
- 비리아니 - 사진 바부
- 레드 고스트 - 안드레이 보가티레브
- 더 사일런스 오브 더 레인 - 다니엘 필호
- 올 어바웃 아이엔지 - 황재
- 포피스 논제나 - 크리스티안 올와겐
- 샐베이션 - 카르멘 산기온

### 유로피안 필름 아카데미 쇼트 필름 프로그램
- 워터멜론 쥬스 - 아이린 모레이
- 하드 온 - 조안나 리텔
- 엑세스 윌 세이브 어스 - 모르가나 드쥐라-페팃
- 도그스 바킹 엣 버즈 - 레오노어 텔레스
- 리컨스트럭션 - 지리 하블리체크 외 1명
- 더 마블러스 미스어드벤쳐스 오브 더 스톤 레이디 - 가브리엘 아브란테스
- 어 워시 맨 - 크리스티안 하스콜드
- 에드나 - 원 오브 매니 - 부크 미테브스키